# Dům Středočeské pahorkatiny a povodí Berounky
Dům Středočeské pahorkatiny a povodí Berounky je domový typ lidové architektury, vyskytující se v oblasti Středočeské pahorkatiny a na dolním toku Berounky.

## Charakteristika
Jedná se o přízemní roubený dům komorového typu (tj. světnice, síň a komora, nikoli chlév). Dům má předsazenou lomenici s kabřincem (jehlanovým nebo kuželovým) ve vrcholu sedlové doškové střechy. Kabřince byly v rámci dalších stavebních úprav často odstraňovány a došky nahrazovány jinou kytinou. Předsazený štít někdy tvoří podsíň, prodloužená okapová hrana střechy pak zastřešuje zápraží. Lomenice bývá typicky skládaná střechovitě nebo klasovitě.
Dům je tradičně orientován štítem do veřejného prostoru, často rozložitý (široká střecha) a založený na kamenné podezdívce.
Příkladem takového domu je venkovská usedlost v Mořince čp. 61 nebo v Čečkově čp. 6.